# روجي التايونتي
```

```

روجي التايونتي. (بالفرنسية: Roger Le Taillanter)‏، ولد سنة 1925 بفرنسا (Le Mené (Côtes-d'Armor)) وتوفي في 12/ 05/ 2005 بلا روشيل، عمِل شرطي طوال حياته وترقى في المسؤوليات ثم مؤلف روايات بوليسية.

## سيرة
بدأ كشرطي من المراتب الأولى، حتى حصل على رتبة مفوض شرطة في باريس وترأس كتيبة قمع قطاع الطرق و «لواء موندين». تقاعد في عام 1979 وكرس نفسه لكتابة العديد من الروايات البوليسية وسيناريو فيلم مستوحى من تجربته. حقق نجاحًا ملحوظًا.

## مؤلفاته
له مؤلفات عدة قصص بوليسية منها:
- الموفوض جوبيك (COMMISSAIRE JOBIC)
- حرب الدوائر (la guerre des cercles)
- أمين أرشيف «الجريمة» (L'archiviste de la "crim")
- باريس بالمال (Paris sur fric)
- العبيد الجدد (LES NOUVEAUX ESCLAVES)
- آخر أمراء العالم السفلي (Les derniers seigneurs de la pègre)
- في الجحيم المينيتيل الوردي (Dans l'enfer du minitel rose)
- الملف (36, quai des Orfèvres : le dossier)
- ياريس في المخدرات (Paris sur drogue)
- باريس في الرذائل النزول إلى الجحيم «لواء موندين» (Paris sur vices La descente aux enfers

```
de la brigade mondaine)
```

- باريس في الجريمة (Paris sur crime)
- بيت الشمال (La maison du Nord)
- كبير القدر: حياتي كشرطي (Le Grand: Ma vie de flic)[2]

## وصلات خارجية
- روجي التايونتي، رجل شرطة كبير القدر، أصبح كاتب